# Puppet Show
『Puppet Show』（パペット ショウ）は、Plastic Treeのメジャー通算2枚目のオリジナルアルバム。1998年8月26日発売。発売元はワーナーミュージック・ジャパン。

## 概要
前作『Hide and Seek』から約1年1ヶ月半ぶりのリリース。シングル表題曲・カップリング曲3曲を含めた11曲が収録されている。2010年8月25日に再発盤が発売された（収録内容は同一）。
初回盤三方背ボックスパッケージ仕様、特製ステッカー付。

## 収録曲
1. 「Intro」
インストゥルメンタル曲。
2. 「May Day」
3. 「リセット」
4. 「絶望の丘」
3rdシングル。
TOKYO FM『RADIO MAGAZINE WHAT'S IN?』テーマソング。
5. 「幻燈機械」
6. 「「ぬけがら」」
3rdシングル『絶望の丘』のカップリング曲。
7. 「本当の嘘 -Studio Live-」
2ndシングル。録り直しがされた「Studio Live」版として収録。
テレビ東京系ドラマ『うしろの百太郎』1998年2-3月エンディングテーマ。
8. 「monophobia」
9. 「クリーム」
インディーズ時代のアルバム『Strange fruits -奇妙な果実-』収録曲。録り直しがされている。
10. 「3月5日。」
11. 「サーカス」

## 収録内容
| 全作詞: Ryutaro（#1を除く）、全作曲: Tadashi（#6、作曲: Ryutaro）、全編曲: Plastic Tree、西脇辰弥。 |                            |                      |                              |      |
| #                                                                                                   | タイトル                   | 作詞                 | 作曲・編曲                   | 時間 |
| 1.                                                                                                  | 「Intro」                  | Ryutaro （#1を除く） | Tadashi（#6、作曲: Ryutaro） | 0:57 |
| 2.                                                                                                  | 「May Day」                | Ryutaro （#1を除く） | Tadashi（#6、作曲: Ryutaro） | 3:26 |
| 3.                                                                                                  | 「リセット」               | Ryutaro （#1を除く） | Tadashi（#6、作曲: Ryutaro） | 3:31 |
| 4.                                                                                                  | 「絶望の丘」               | Ryutaro （#1を除く） | Tadashi（#6、作曲: Ryutaro） | 4:33 |
| 5.                                                                                                  | 「幻燈機械」               | Ryutaro （#1を除く） | Tadashi（#6、作曲: Ryutaro） | 7:23 |
| 6.                                                                                                  | 「「ぬけがら」」           | Ryutaro （#1を除く） | Tadashi（#6、作曲: Ryutaro） | 3:31 |
| 7.                                                                                                  | 「本当の嘘 -Studio Live-」 | Ryutaro （#1を除く） | Tadashi（#6、作曲: Ryutaro） | 4:32 |
| 8.                                                                                                  | 「monophobia」             | Ryutaro （#1を除く） | Tadashi（#6、作曲: Ryutaro） | 2:23 |
| 9.                                                                                                  | 「クリーム」               | Ryutaro （#1を除く） | Tadashi（#6、作曲: Ryutaro） | 4:32 |
| 10.                                                                                                 | 「3月5日。」               | Ryutaro （#1を除く） | Tadashi（#6、作曲: Ryutaro） | 5:45 |
| 11.                                                                                                 | 「サーカス」               | Ryutaro （#1を除く） | Tadashi（#6、作曲: Ryutaro） | 7:19 |
| 合計時間:                                                                                           | 合計時間:                  | 47:52                |                              |      |

## 収録ベスト・アルバム
- 『Cut 〜Early Songs Best Selection〜』（#2、#6、#9）
- 『Single Collection』（#4、#7）
- 『Premium Best』（#2、#3、#4、#9）
- 『Best Album 白盤』（#6）
- 『ALL TIME THE BEST』（#5、#7、#8）
- 『Premium Best 〜2010 Expanded Edition〜』（#2、#3、#4、#9）